# Leptophatnus cariniscrobes
Leptophatnus cariniscrobes är en stekelart som först beskrevs av Morley 1917.  Leptophatnus cariniscrobes ingår i släktet Leptophatnus och familjen brokparasitsteklar. Inga underarter finns listade i Catalogue of Life.